# Fagraea gigantea
Fagraea gigantea là một loài thực vật có hoa trong họ Long đởm. Loài này được Ridl. mô tả khoa học đầu tiên năm 1918.